# Phrynarachne decipiens
Phrynarachne decipiens là một loài nhện trong họ Thomisidae.
Loài này thuộc chi Phrynarachne. Phrynarachne decipiens được miêu tả năm 1883 bởi Forbes.